# Norfolk County, Massachusetts
Norfolk County är ett administrativt område i delstaten Massachusetts, USA. Norfolk är ett av fjorton countyn i delstaten och ligger i den centrala delen av Massachusetts. Den administrativa huvudorten (county seat) är Dedham. År 2010 hade Norfolk County 670 850 invånare. 

## Geografi
Enligt United States Census Bureau har Norfolk County en total area på 1 150 km². 1 035 km² av den arean är land och 115 km² är vatten. 

### Angränsande countyn
- Middlesex County - nordväst
- Suffolk County - nord
- Plymouth County - sydöst
- Bristol County - syd
- Providence County, Rhode Island - sydväst
- Worcester County - väst

### Städer och samhällen

#### Städer
Countyt har fem stadskommuner med status av cities:
- Braintree
- Franklin
- Quincy, största stad
- Randolph
- Weymouth

#### Övriga kommuner
I New England dit Massachusetts ingår är town den vanligaste kommuntypen. I countyt ingår följande towns:

- Avon
- Bellingham
- Brookline
- Canton
- Cohasset
- Dedham, huvudort
- Dover
- Foxborough
- Holbrook
- Medfield
- Medway
- Millis
- Milton
- Needham
- Norfolk
- Norwood
- Plainville
- Sharon
- Stoughton
- Walpole
- Wellesley
- Westwood
- Wrentham